# جزيرة الماريه
جزيرة المارية Al Maryah Island (المعروفة سابقاً باسم جزيرة الصوة Sowwah Island، هي جزيرة تقع شمال شرق مدينة أبوظبي، عاصمة الإمارات العربية المتحدة). سميت باسم منطقة المارية الشهيرة في أبوظبي، والتي سميت بدورها على اسم نوع من الغزلان العربية - المارية - التي تعيش هناك.
تبلغ مساحة جزيرة الماريه حوالي 114 هكتار، وتقوم شركة مبادلة للاستثمار بتطويرها لتكون مركز جديد للمدينة. وهو أحد أكبر مواقع البناء في أبوظبي.
مركز الجزيرة هو ساحة سوق أبوظبي العالمي (ميدان الصوة سابقاً)، شمال شرق مركز مدينة أبوظبي. بدأ إنشاء ساحة سوق أبوظبي العالمي في عام 2007، وافتتحت المباني الأولى في عام 2011. وتحتوي الجزيرة على أبراج ومباني متعددة، منها برج السلع، وسوق أبوظبي للأوراق المالية، وكليفلاند كلينك أبوظبي.

## سوق أبو ظبي العالمي
يعد سوق أبو ظبي العالمي مركزا مالياً عالمياً واسع النطاق، يعمل على تلبية احتياجات المؤسسات المحلية والإقليمية والدولية، كما يمثل ركيزة أساسية لرؤية أبو ظبي الإقتصادية، ومحفزاً لنمو قطاع الخدمات المالية الديناميكي في دولة الإمارات العربية المتحدة.

## روزوود أبوظبي

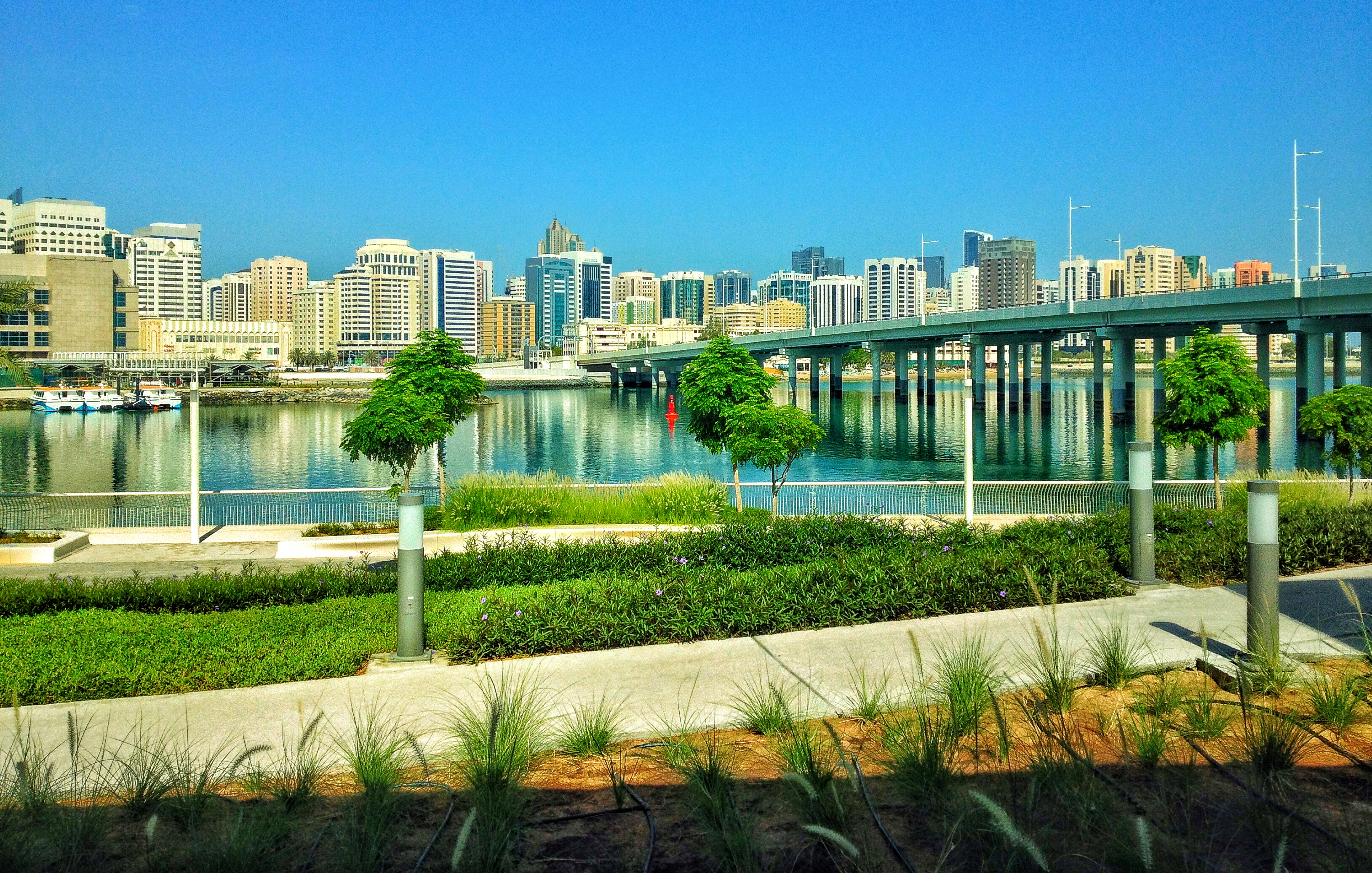

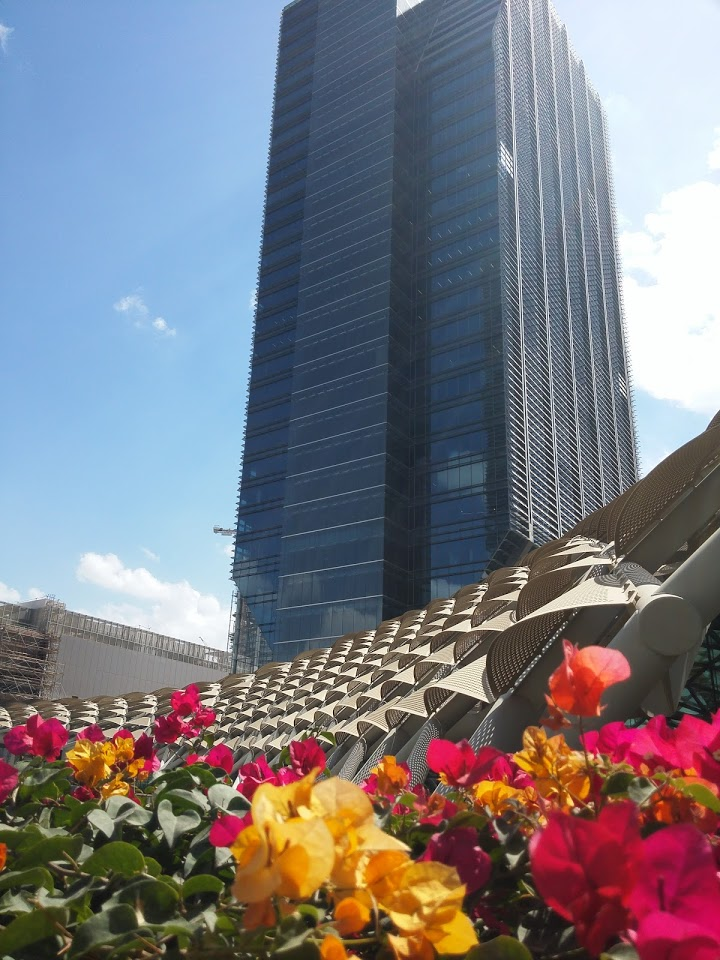
مركز تسوق الغاليريا

يقع فندق روزوود أبو ظبي على الواجهة المائية في منطقة الأعمال المركزية الجديدة في أبو ظبي على جزيرة المارية، ويتألف الفندق من 189 غرفة وجناح فسيح و131 مسكناً مجهزاً بالكامل، ويتكون الفندق من 34 طابق وهو ذو تصميم عصري مستوحى من الخليج العربي والصحراء الشاسعة المحيطة به، كما يتميز بموقع استرتيجي على جزيرة الماريه ويتسم بروابط مباشرة يمكن التحكم من خلالها بمناخ سوق أبو ظبي العالمي، كليفلاند كلينيك أبوظبي، مركز غاليريا للتسوق. كما يوفر الفندق ثمانية مطاعم واسترحات مميزة وسبا روزوود ومرافق لعقد اجتماعات العمل مجهزة بالكامل.

## مركز تسوق الغاليريا
يعد مركز تسوق الغاليريا في جزيرة المارية مركزا مهما للتسوق في قلب أبوظبي حيث يحتوي على أكثر من 400 متجر بما فيها 300 علامة تجارية شهيرة و100 مرفق لتناول الطعام والمشروبات إلى جانب العديد من المرافق الترفيهية لمختلف الأعمار، بالإضافة لذلك يحتوي غاليريا جزيرة الماريه على خيارات ترفيهية عالمية بما في ذلك مركز ناشيونال جيوغرافيك ألتميت إكسبلور الترفيهي العائلي الأول من نوعه في المنطقة، ومركز ألعاب الواقع الإفتراضي، بالإضافة الى مجمع فوكس سينما، والذي يتألف من 21 صالة عرض، ومركز الترفيه العائلي إكستريم زون، وغيرهاالكثير من الخيارات.

## (أكتف) جزيرة المارية
افتتحت شركة أبو ظبي للترفيه مرفق(أكتف) في يناير 2021، ويهدف هذا المرفق إلى تمكين الرياضيين من تحقيق أهدافهم الصحية من خلال توفير مرافق رياضية تتم صيانتها دوريا وتفي بالمعايير الدولية،الرياضات الأساسية:كرة القدم والتنس والبادل،كما يهدف إلى إقامة الشراكات مع أفضل العلامات التجارية المحلية والعالمية لتقديم التدريب الرياضي، كما تتعاون (أكتف) أبوظبي مع دائرة التعليم والمعرفة في أبوظبي لتشجيع الطلاب على اتباع أنماط حياة أكثر نشاطا. 

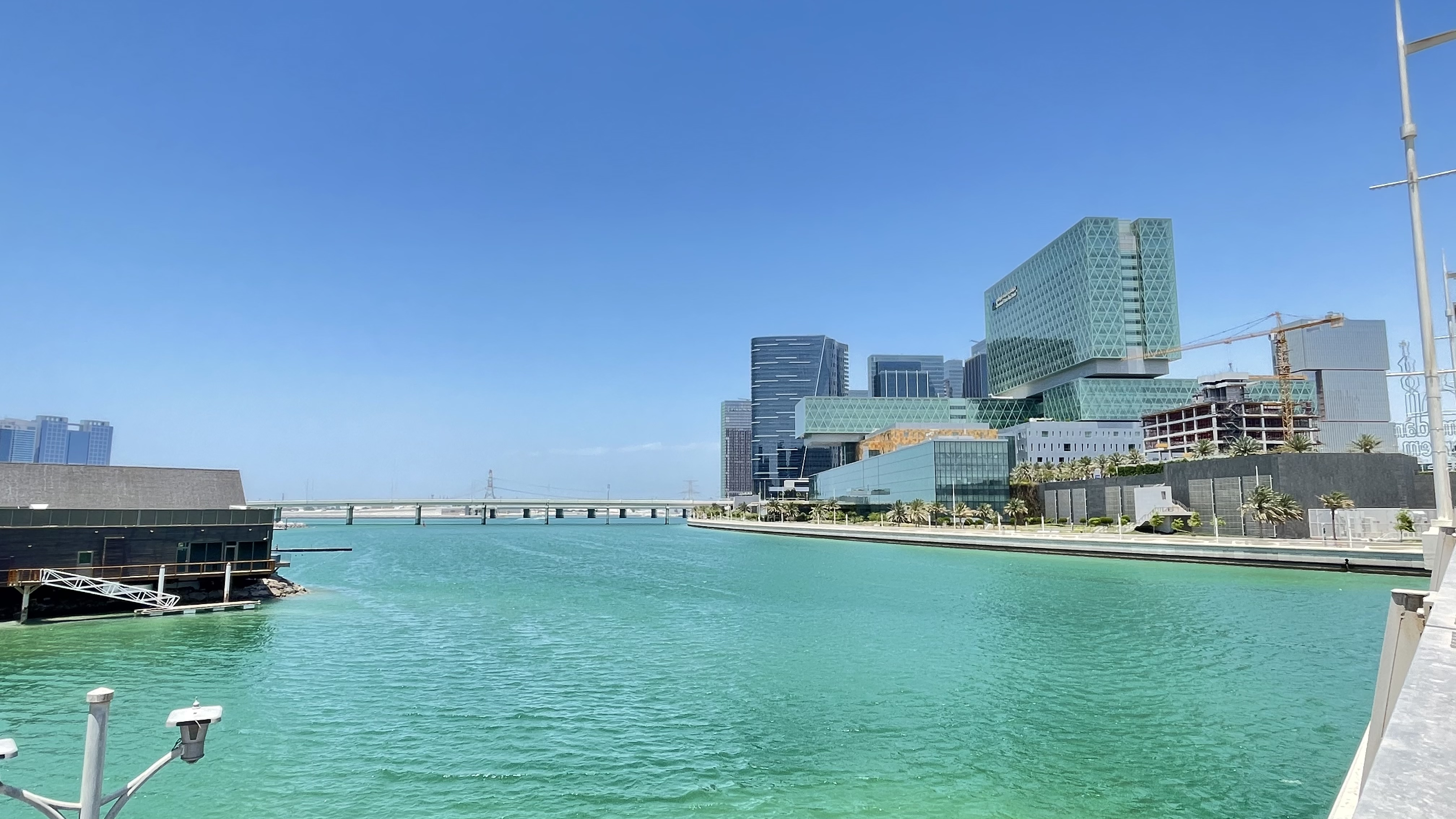
جزيرة المارية

## مشروع «One Maryah Place»
دشّنت مجموعة الدار العقارية وشركة مبادلة للاستثمار، مشروع «One Maryah Place»، في 2024ويشتمل على 98 ألف متر مربع تقريباً من المساحات المكتبية من الفئة الممتازة التي تتوزع على برجين متصلين بواسطة ممشى داخلي، وسيسهم عند اكتماله في ترسيخ مكانة سوق أبوظبي العالمي باعتباره أحد أبرز المراكز المالية الدولية على مستوى المنطقة،ويتميز مشروع «One Maryah Place» بموقع استثنائي في قلب جزيرة الماريه، حيث يتصل بشكل مباشر مع كل من «برج الماريه»، و«الغاليريا»، و«مربعة سوق أبوظبي العالمي». 

## روابط خارجية
- Official website